# Гадсон (Айова)
Гадсон (англ. Hudson) — місто (англ. city) в США, в окрузі Блек-Гок штату Айова. Населення — 2546 осіб (2020).

## Географія
Гадсон розташований за координатами 42°25′49″ пн. ш. 92°27′19″ зх. д. / 42.43028° пн. ш. 92.45528° зх. д. (42.430307, -92.455390).  За даними Бюро перепису населення США в 2010 році місто мало площу 21,95 км², з яких 21,77 км² — суходіл та 0,18 км² — водойми.

## Демографія
Згідно з переписом 2010 року, у місті мешкали 2282 особи в 878 домогосподарствах у складі 688 родин. Густота населення становила 104 особи/км².  Було 931 помешкання (42/км²).
Расовий склад населення:
| - 98,1 % — білих - 0,5 % — азіатів - 0,3 % — чорних або афроамериканців |

До двох чи більше рас належало 0,4 %. Частка іспаномовних становила 1,6 % від усіх жителів.
За віковим діапазоном населення розподілялося таким чином: 26,1 % — особи молодші 18 років, 59,5 % — особи у віці 18—64 років, 14,4 % — особи у віці 65 років та старші. Медіана віку мешканця становила 41,7 року. На 100 осіб жіночої статі у місті припадало 97,1 чоловіків;  на 100 жінок у віці від 18 років та старших — 98,0 чоловіків також старших 18 років.
Середній дохід на одне домашнє господарство  становив 87 196 доларів США (медіана — 77 969), а середній дохід на одну сім'ю — 101 251 долар (медіана — 89 800). Медіана доходів становила 54 671 долар для чоловіків та 42 784 долари для жінок. За межею бідності перебувало 4,1 % осіб, у тому числі 5,6 % дітей у віці до 18 років та 0,0 % осіб у віці 65 років та старших.
Цивільне працевлаштоване населення становило 1280 осіб. Основні галузі зайнятості: освіта, охорона здоров'я та соціальна допомога — 21,8 %, виробництво — 19,9 %, роздрібна торгівля — 13,9 %.